# Capleton
Pour les articles homonymes, voir Bailey.
 (juillet 2009).
Si vous disposez d'ouvrages ou d'articles de référence ou si vous connaissez des sites web de qualité traitant du thème abordé ici, merci de compléter l'article en donnant les références utiles à sa vérifiabilité et en les liant à la section « Notes et références ».
Capleton, de son vrai nom Clifton George Bailey III, né le 13 avril 1967 à Islington, Jamaïque, est un chanteur de reggae jamaïcain. Capleton est une des figures emblématiques de la scène reggae/dancehall de ces dernières années.

## Biographie
Clifton Bailey, troisième du nom, est né le 13 avril 1967 dans un petit village du nom d’Islington dans la Paroisse de Saint Mary.
Il s’oriente vers la musique dès l’âge de douze ans commençant par arpenter les clubs reggae. Il s’imprègne de l’idéologie rastafari.

## Carrière

### Débuts
À dix-huit ans, il déménage et s’installe dans la capitale Kingston où il réussit son premier casting. En 1985, il décroche une place dans la comédie musicale, African Star, produite par Stewart Brown : il chante avec Ninjaman, Collin Roach, Anthony Malvo et Flourgan. La tournée emmène la troupe jusqu’au Canada et Capleton goûte pour la première fois au succès : en fait il est chargé d’ouvrir le spectacle (les « premières parties »). À son retour, Capleton décroche un contrat avec Philip « Fatis » Burell, un producteur de reggae réputé sur l’île et qui dirige le label X-terminator.
Capleton enregistre son premier 45 tours, Bumbo Red, en 1985, c’est un titre très slack.
En 1992, il sort en son premier single intitulé Double Trouble qui connaît, certes, un petit succès aux Caraïbes mais qui passe totalement inaperçu dans le reste du monde.
Ses deux titres suivants, Alms Hous (1993) et Good So (1994), lui permettent d’asseoir sa notoriété dans les milieux reggae et ragga et la scène internationale commence à le reconnaître mais il faut attendre 1995 et la sortie de son premier album, Prophecy, pour que Capleton soit définitivement reconnu comme un artiste reggae/ragga de notoriété internationale.

### Carrière internationale
Grâce à ce succès grandissant, Capleton signe avec la maison de disques Def Jam pour deux albums, Prophecy et I-Testament.
Le fait que des artistes de la scène hip-hop internationale tels que Method Man du Wu-Tang Clan ou Q-Tip de A Tribe Called Quest participèrent à ces deux albums permit à Capleton de profiter d’une audience élargie aux amateurs de rap américain.
Capleton prend alors conscience qu’il est en train de se vendre au système qu’il combat et qu’il est temps de revenir à ses racines et à son public de cœur.
Les années 1999 et 2000 marquent l’apogée de la réussite, dans de multiples milieux, de Capleton. Il est plébiscité par toute la scène reggae et ne quitte pas le haut du classement des meilleures ventes reggae enchaînant des hymnes anti violence comme Jah Jah City ou Good in Her Clothes, ce dernier titre étant un hommage à sa sœur à qui il redonne son statut d’impératrice perdue.

En 2000, sort l’album More Fire chez VP Records : Capleton se détache implicitement de ses textes spirituels, louant Jah Ras Tafari. Il commence à essuyer des critiques de plus en plus virulentes de la part des médias et des Ivory Towers ; il décide de prendre le taureau par les cornes et de clarifier la situation. Il déclare : 

« Les critiques ne me laisseront jamais. Les critiques disent qu’ils ne peuvent pas comprendre le feu qui est en moi à l’image du feu qui détruit Rome. »

Il sort alors chanson sur chanson tentant d’expliquer son point de vue : 

« Ce n’est pas un vrai feu, c’est un feu spirituel, un feu de paroles et de musique. Vous voyez le feu est vie. Mais les gens se trompent et s’embrouillent sur son terme originel. Pour eux, quand un homme leur dit plus de feu ils comprennent qu’il faut aller embraser le champ de canne à sucre ou l’église. Le feu est l’élément qui va rapprocher un frère de l’autre : c’est comme cela qu’un homme va savoir que ce qu’il fait est mauvais, qu’il faut qu’il se remette en question. Si vous vérifiez, le feu est la purification de la terre. La terre a émergé littéralement du feu, de l’activité volcanique, nous parlons de lave. Le plus chaud des éléments qui vous fait lever le matin est le soleil. L’eau nettoie, mais c’est encore le feu qui l’a purifiée, qui a brûlé les bactéries pour qu’elle devienne encore plus pure. L’herbe guérit, mais le feu l’a brûlée pour l’améliorer afin qu’elle nous soigne mieux. »

« Nommez-moi une seule chose sur terre ou le feu ne fait rien. Tout est feu. Même l’espèce humaine ne serait pas ici sans le feu. Si vous n’aviez pas une certaine température corporelle vous ne pourriez vivre. Si une femme n’avait pas cette température, elle ne pourrait enfanter. Donc j’en reviens à dire qu’il ne faut pas se brouiller avec le feu. Regardez c’est le feu de nouveau qui va faire tourner le moteur de votre voiture. Vous voyez la méditation. Le feu est l’élément qui nous fait avancer. »

« De nos jours avec les conflits mondiaux, le feu des guerres et la confusion brûlent tout autour de notre planète. »

En 2002, l’album Still Blazin sort alors dans la foulée, comme à point nommé, avec des titres comme Mashing Up the World ou I Will Survive, véritables hymnes à l’élévation spirituelle du reggae et à l’acceptation de l’étincelante lumière du « vrai » feu dans sa conception spirituelle pour que le brasier continue encore et à jamais (Still Blazin). Cet album sonne beaucoup plus roots que les précédents, avec mise en exergue de riddim reggae au détriment des sons dancehall.

Pour Capleton revenir ainsi à ses racines lui permettrait d’assurer l’avenir et la pérennité de sa musique : 

« Le roots est la musique du message. »

Il espère ainsi continuer d’endosser le rôle du « messager rasta » dans la lignée du « Prophet » des années 1990.
En 2003, Capleton sort son premier album live, intitulé Capleton Live at Negril, et quasiment simultanément sort un album, compilant des singles sortis depuis 1988 jusqu’à 2000, intitulé Praises to the King et enfin Capleton sort quelques mois plus tard un DVD live, Paris is Burning.
En 2004, sort un nouvel album intitulé Reign of Fire toujours orienté dans la direction qu’il s’est fixée.
En 2013, sort un nouveau single intitulé Bun Dem Down sur l'album Hatafayabun Riddim produit par Derrick Sound System sur le label suisse Evidence Music

## Critiques

### David House
La David House est la fondation de Capleton située dans le quartier de Papine à Kingston. Il y réside avec nombres d’amis rastas bobos et passe la majeure partie de son temps à méditer, chanter et prier.
Pour Capleton, cette fondation a pour but de venir en aide aux enfants et aux jeunes Jamaïcains des ghettos, il dit : En venant ici les jeunes se détournent de la violence.
Au sein de la David House, les jeunes peuvent apprendre à aiguiser leurs talents artistiques, beaucoup chantent et jouent des instruments de musique, l’équipe de Capleton est là pour leur apprendre à s’améliorer et les encadrer.
Certains artistes, aujourd’hui internationalement reconnus sont issus de la David House comme Moses I (en fait le cofondateur de David House puisque les locaux lui appartiennent) Jah Mason ou Fantan Mojah, d’autres moins connus sont tout de même actifs sur les scènes locales comme Military Man, Uplifter ou Jah Thunder (le cousin de Capleton).
Sur ce sujet, Capleton dit : « Pour eux, c’est une opportunité en or de promouvoir leurs carrières. Ce business n’est pas celui d’une seule personne, il faut arriver en force à plusieurs pour faire profiter les autres, les mettre sous les feux de la rampe pour leur donner leur chance. Sans cela pas d’unité et sans unité il n’y a pas d’amour ».
L’ambition de Capleton est de développer la fondation pour en faire un label, une manière de permettre aux jeunes d’auto produire leurs chansons et d’être indépendants des majors du disque c’est-à-dire devenir indépendants de Babylone. Capleton continue ainsi dans la ligne de conduite qu’il s’est fixée : « l’union fait la force », contre le système (Babylone) les rastas doivent s’unir et accéder à la célébrité pour, eux-aussi, lancer les futures générations.

### Rastafari et Bobo Ashanti
C’est en 1992, que Capleton fait la rencontre de Prince Emmanuel et découvre l’ordre des Bobo Shanti, une des nombreuses obédiences du mouvement rasta. Cette découverte, dit-il, a changé sa vie : Quand j’ai découvert le pouvoir de Rastafari, j’ai tout de suite compris que c’était ce que je cherchais depuis toujours.
Désormais, Capleton se dit investi de deux missions : celle de répandre la parole de Rastafari dans le monde entier et d’amener le reggae à un autre niveau. Pour Capleton, le Rastafari est un puits d’inspiration, beaucoup de ses paroles, à partir de cette époque, louent Jah Ras Tafari.

### Le Prophète
Dans le milieu rasta, Capleton est une figure respectée qui a su mettre à profit son charisme, son éloquence et ses convictions pour devenir un leader aux yeux de nombreux jeunes rasta.
Le nom « Capleton » signifie en argot jamaïcain  « quelqu’un qui parle beaucoup » en référence à Mr. Capleton, un des avocats les plus courus de Jamaïque, à l’époque, pour ses dons d’orateur ; c’est un ami de Clifton Bailey qui lui a donné ce surnom.
En 1992, lors de la sortie d’Alms House Capleton s’affirme, non pas en simple artiste, mais comme un guide de la droiture spirituelle par la musique notamment par des phrases telles que Ensemble nous résisterons et divisés nous tomberons ou Personne ne se connaît tant qu’il n’est pas au pied du mur.
Il prêche, ensuite, sa parole au sein du show-biz et touche particulièrement les artistes de la scène reggae/ragga internationale ainsi que les représentants des milieux culturels jamaïcains. Contre les velléités et les rivalités existantes dans ce milieu, il tente, en dénonçant, de réunifier les intentions autour d’une cohérence qu’il juge plus constructive et stable, il répète des phrases comme La musique est une mission, pas une compétition ou Quelques-uns d’entre vous utilisent la musique comme moyen de confusion.
En 1994, Capleton se tourne clairement et définitivement vers le spirituel, ses titres sont plus engagés vers la foi et le Ras Tafari. Les premières paroles du titre Dis the Trinity, qu’il vendit comme des petits pains, sont explicites quant aux révélations qu’il revendique : I&I ont vu la lumière et je vous le dis, réellement vous savez, Rasta existe – Fondateur du monde, parce que Rasta a instauré cette tendance. Vous comprenez Rasta est la vie – Je me suis perdu et je me suis retrouvé – Sélassié et moi vivons ensemble au jour le jour.
Fort de son succès grandissant au sein du milieu dancehall international, Capleton continue à s’engager, s’essayant à devenir l’avocat du héros national jamaïcain Marcus « Mosiah » Garvey qui fut le fondateur de l’association universelle pour l’amélioration nègre et défenseur du rapatriement universel des Noirs. Capleton s’exprime sur le sujet et chante : 

« Babylone nous a récompensés de nos amours par la haine. Elle nous a appris à violer, voler et tuer. Elle nous a volé notre littérature et nous l’a enseignée de manière différente afin d’infiltrer nos pensées de sottises et autres idées fausses. Maintenant, nous en tant qu’homme noir, nous ne nous voyons plus comme princes et prophètes mais comme bons à rien et mecs. Nos femmes ne se voient plus comme reines, princesses ou impératrices mais comme prostituées ou vulgaires concubines. La seule solution, comme Bob Marley le préconisait, est de s’émanciper soi-même de l’esclavage mental. »

Capleton commence ainsi à s’attaquer directement au système (appelé Babylone chez les rastas).
Il renchérit dans la ligne qu’il s’est fixée et chante : « À travers les années, I&I en tant que nation et peuple, ils n'ont jamais enseigné à I&I la culture noire. Vous voyez ce que je veux dire ? Ils n'ont appris à I&I que  de la philosophie européenne. I&I et quelques jeunes nous nous élevons pour poser certaines questions. Nous savons que nous avons besoin de notre identité éthiopienne, de notre pensée noire. Nous avons besoin de nous retrouver. Parce que comme l’a dit le prophète Marcus Garvey, un peuple qui ne connaît pas son histoire est comme un arbre sans racine. Et si vous ne savez pas d’où vous venez comment voulez vous savoir où vous allez ».
Bien qu’il célèbre le type humain mélanoderme, Capleton s’efforce toujours de préciser qu’il ne hiérarchise pas les humains et ne cherche pas à aliéner les autres types d’humains, il chante : « I&I ne sommes pas des racistes, ni des stars bourrées de préjugés, parce que nous savons que Jah est en nous. Quant à en revenir à l’histoire et à la prophétie, c’est notre témoignage, et nous devons être nous-mêmes, sans nous cacher la vérité. Car nous serions des traîtres et des vendus or vous ne pouvez pas vous vendre vous-même. »
Lorsque surviennent les assassinats de Panhead et Dirtsman, deux amis intimes de Capleton, il écrit le titre Tou, véritable hymne en l’honneur de la résurrection du mouvement roots visant à descendre en flamme la scène reggae de l’époque. Le fait que ce titre fût remixé en version hip-hop permit à Capleton de toucher un public large comme il n’en avait jamais eu l’occasion au niveau international, un certain public de la scène hip-hop se convertit alors à la spiritualité de Capleton.
Enfin sur des morceaux tels que Hail King Selassie I ou Praises to the King Capleton essaye de montrer et d’extérioriser la force de sa foi. Il espère ainsi, grâce à ses paroles, toucher un maximum d’auditeurs et prouver au monde entier que la culture qu’il défend détient la vérité sur Dieu. Cependant, comme il est dit précédemment, d’autres sujets, parfois controversés, viennent diversifier son discours comme la lutte contre Babylone chère aux rastas, le rapatriement en Afrique imaginé par Marcus Garvey, son aversion pour les homosexuels...

Et surtout, lorsqu’on étudie les textes de Capleton, on remarque qu’un sujet est récurrent : le feu. Pour lui, ce rapport avec l’élément est essentiel : 

« Le feu est le pouvoir absolu. Dans la Bible, les symboles qui tournent autour du feu sont nombreux : le buisson ardent de Moïse n’est que l’exemple le plus probant. Au niveau de la nature, le soleil est l’élément qui fait vivre les plantes. Tout ça pour dire que sans le soleil et sans la chaleur du feu aucune vie ne serait possible. »

Ainsi on comprend mieux pourquoi il crie des more fire, fire burn et burn dem quasiment à chaque couplet.
Tout ceci explique pourquoi Capleton est surnommé « Le Prophète » par les rastas depuis le début des années 1990. Ce surnom est resté et s’est répandu dans le milieu reggae/ragga international avec toutefois un sens plus « parodique » et moins « biblique » que celui que les puristes et les croyants rastas revendiquent.

## Influences musicales
Lors d'une interview, à la question « Quels sont les artistes qui t’ont influencé ? », Capleton répond : Pour être franc, Capleton est vraiment spécial, tu sais. Bien sûr, Bob Marley, Bunny Wailer et Peter Tosh restent des références. Ils ont atteint un niveau de création de vibrations positives très élevé. Mais si je dois parler de quelqu’un, c’est de Papa San qui a fait un travail qui m’a vraiment fasciné notamment avec ses textes... De toute façon, Capleton reste Capleton (...).

## Discographie

### Albums studio
- 1991 : Lotion Man (VP records)
- 1993 : Alms House (Ras)
- 1994 : Good So (VP records)
- 1995 : Prophecy (Def Jam)
- 1997 : I-Testament (Def Jam)
- 2000 : More Fire (VP records)
- 2002 : Still Blazin (VP records)
- 2003 : Praises to the King (Black Scorpio)
- 2004 : The People Dem (Penitentiary)
- 2004 : Reign of Fire (VP records)
- 2006 : Free Up
- 2007 : Rise Them Up
- 2008 : Bun Friend
- 2010 : I-Ternal Fire

### Albums en collaboration
- 1990 : Real Rough (avec Tony Rebel & Ninjaman) (VP records)
- 1991 : Double Trouble (avec General Levy) (Gussie P)
- 1991 : 3 The Hard Way (avec Cutty Ranks & Reggie Stepper) (Techniques)
- 1996 : African Star Specials (Capleton & Friends) (Equal Rights)
- 1999 : One Mission (featuring Anthony B) (J&D)
- 2009 : Liberation Time (featuring AZAD)

### Albums live
- 2000 : Performing Live on Stage (avec Ras Shiloh) (Adex)
- 2003 : Live at Negril (Nocturne)
- 2005 : Live In San Francisco (2B1 Records / Nocturne)

### Compilations
- 1998 : The Very Best of Capleton Gold (Jet Star)
- 1998 : Capleton & Friends (Jet Star)
- 2002 : The Best Of (Hip O)
- 2003 : Voice of Jamaica, Vol.3 (Penitentiary Records)